# Берсак сир Ривалије
Берсак сир Ривалије (фр. Bersac-sur-Rivalier) насеље је и општина у централној Француској у региону Лимузен, у департману Горња Вијена која припада префектури Лимож.
По подацима из 2011. године у општини је живело 617 становника, а густина насељености је износила 18,96 становника/km². Општина се простире на површини од 32,54 km². Налази се на средњој надморској висини од 362 метара (максималној 612 m, а минималној 285 m).

## Демографија
| 1962. | 1968. | 1975. | 1982. | 1990. | 1999. | 2011. |
| ----- | ----- | ----- | ----- | ----- | ----- | ----- |
| 870   | 955   | 774   | 731   | 586   | 631   | 617   |

График промене броја становника у току последњих година